# Klášter Cozia
Klášter Cozia je byzantský monastýr na území Valašska, který roku 1388 nechal postavit významný rumunský kníže Mircea I., jež zde má i svojí hrobku. Díky své historii, architektuře a vzácným nástěnným malbám se jedná se o jednu z nejcennějších středověkých památek v Rumunsku, která však stále slouží svému původnímu klášternímu účelu.

## Poloha
Klášter leží na pravém břehu řeky Olt nedaleko obce Călimănești v župě Vâlcea. Nejbližší velké město je Râmnicu Vâlcea (22 km po rychlostní komunikaci DN7). Postavení kláštera v Oltské soutěsce bylo ve středověku strategické, neboť se jednalo o obtížně přístupné místo, kudy však již od dob Římanů vedla jedna z hlavních příjezdových cest do Dácie – na protilehlém břehu řeky Olt byly nalezeny vykopávky římské stanice Arutela. Na východní straně soutěsky se tyčí pohoří Cozia se stejnojmenným národním parkem. Na západní straně se pak tyčí pohoří Căpățâni. V moderní době byl na řece Olt nedaleko kláštera postaven systém vodních elektráren.

## Popis
Klášter byl ve středověku významné kulturní centrum, které si svůj poutní charakter zachovalo i do současnosti (je navštěvováno jak velkým množstvím turistů, tak věřících). Zachovalo se zde velké množství starých ikon, rukopisů, maleb a dalších předmětů k uctívání, které je možno si prohlédnout v místním muzeu historického umění. Vedle toho je možná i návštěva samotného areálu kláštera, kde stojí za pozornost zejména historické malby – nejstarší fresky jsou z roku 1390.
Klášterní kostel byl mimo jiné též znázorněn na rumunské známce z roku 1968.

## Galerie

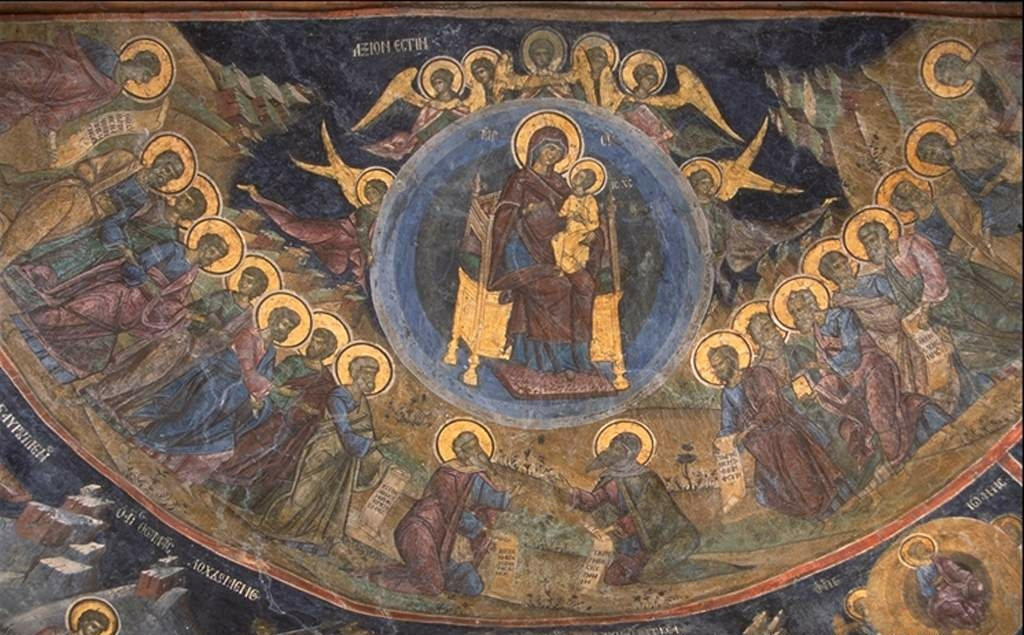
Nástěnné malby v klášteře Cozia
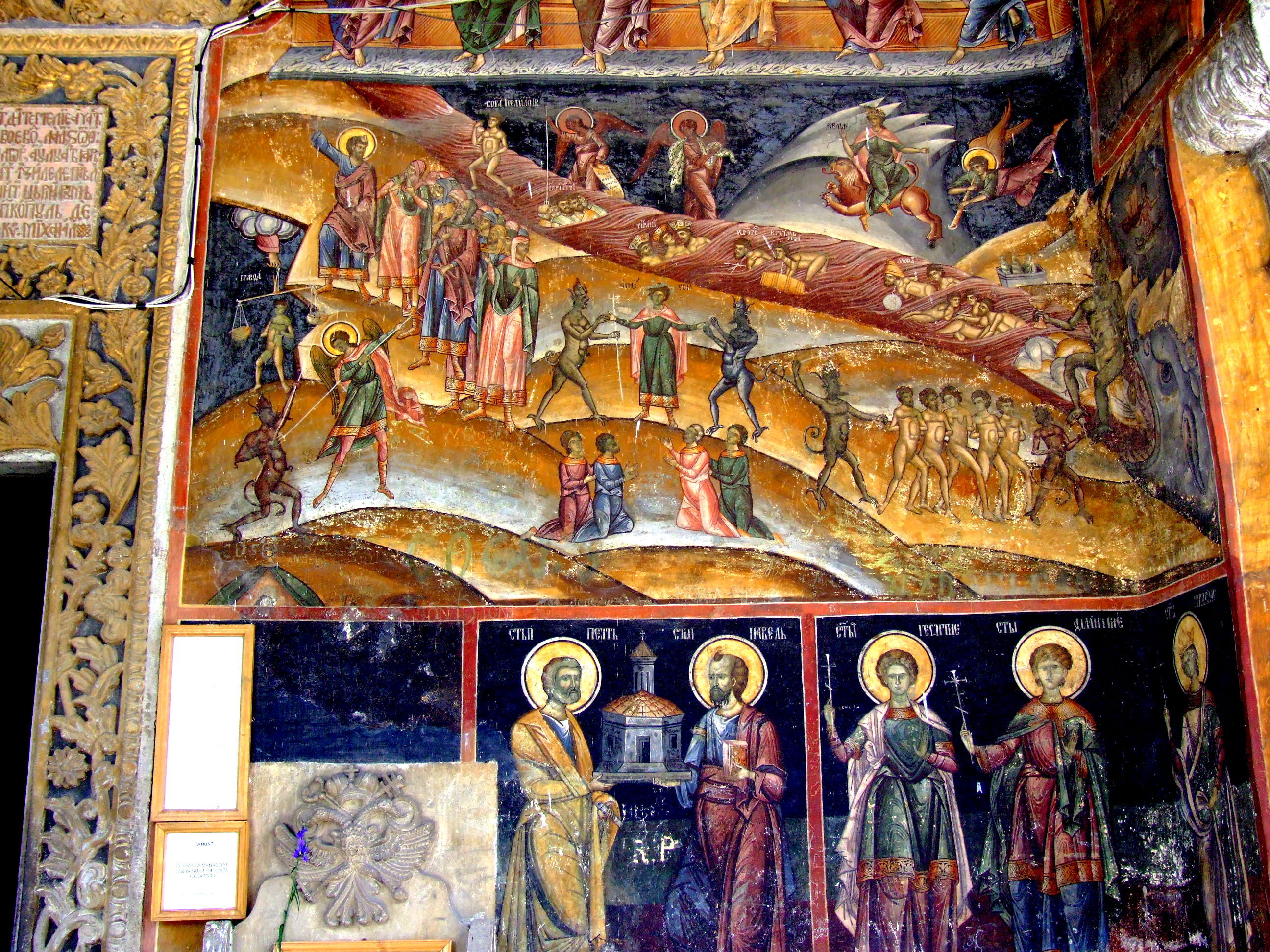
Nástěnné malby
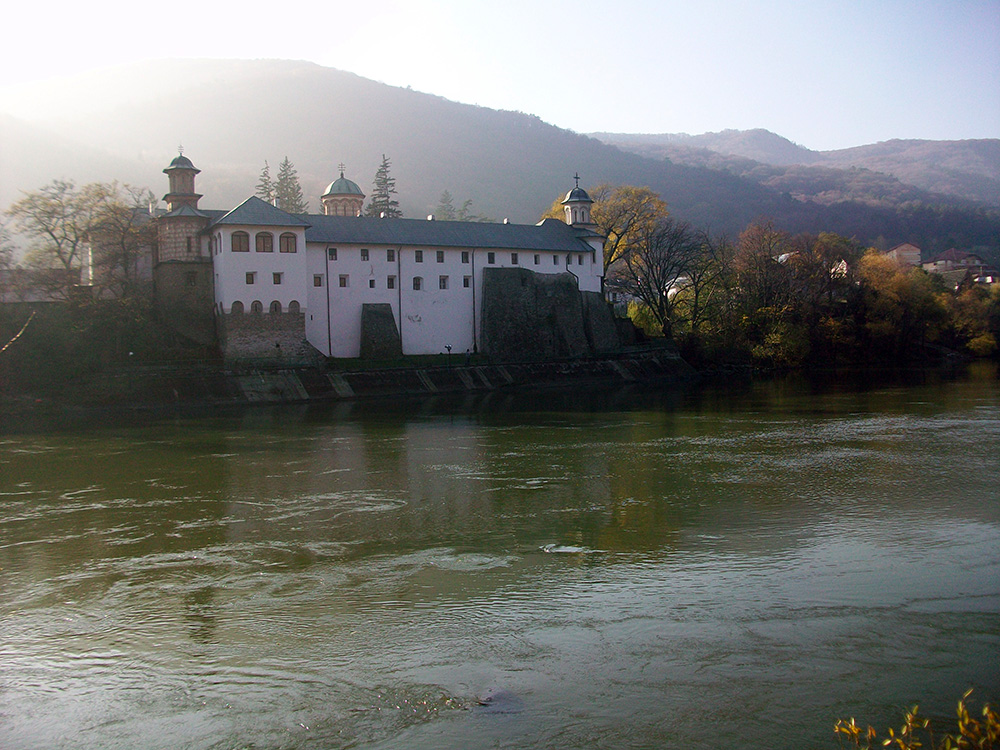
Pohled na klášter z druhého břehu řeky Olt
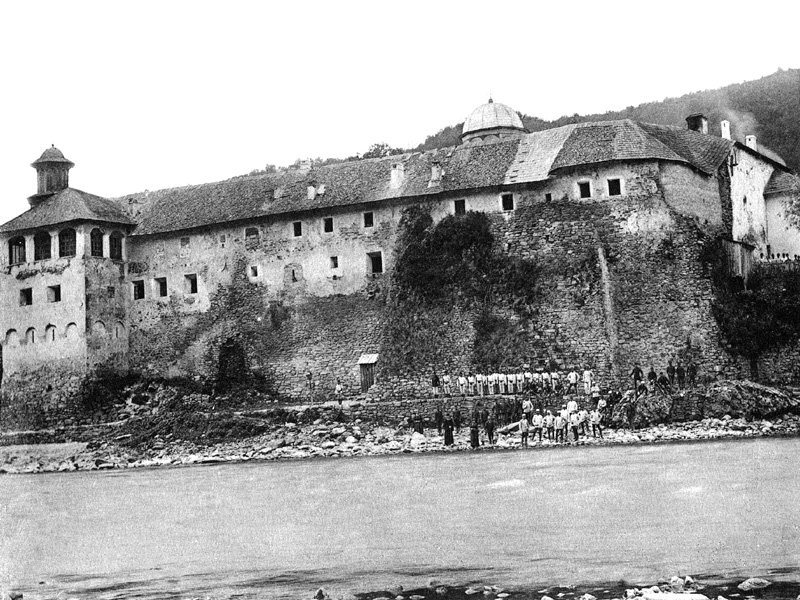
Fotografie z přelomu 19. a 20. století
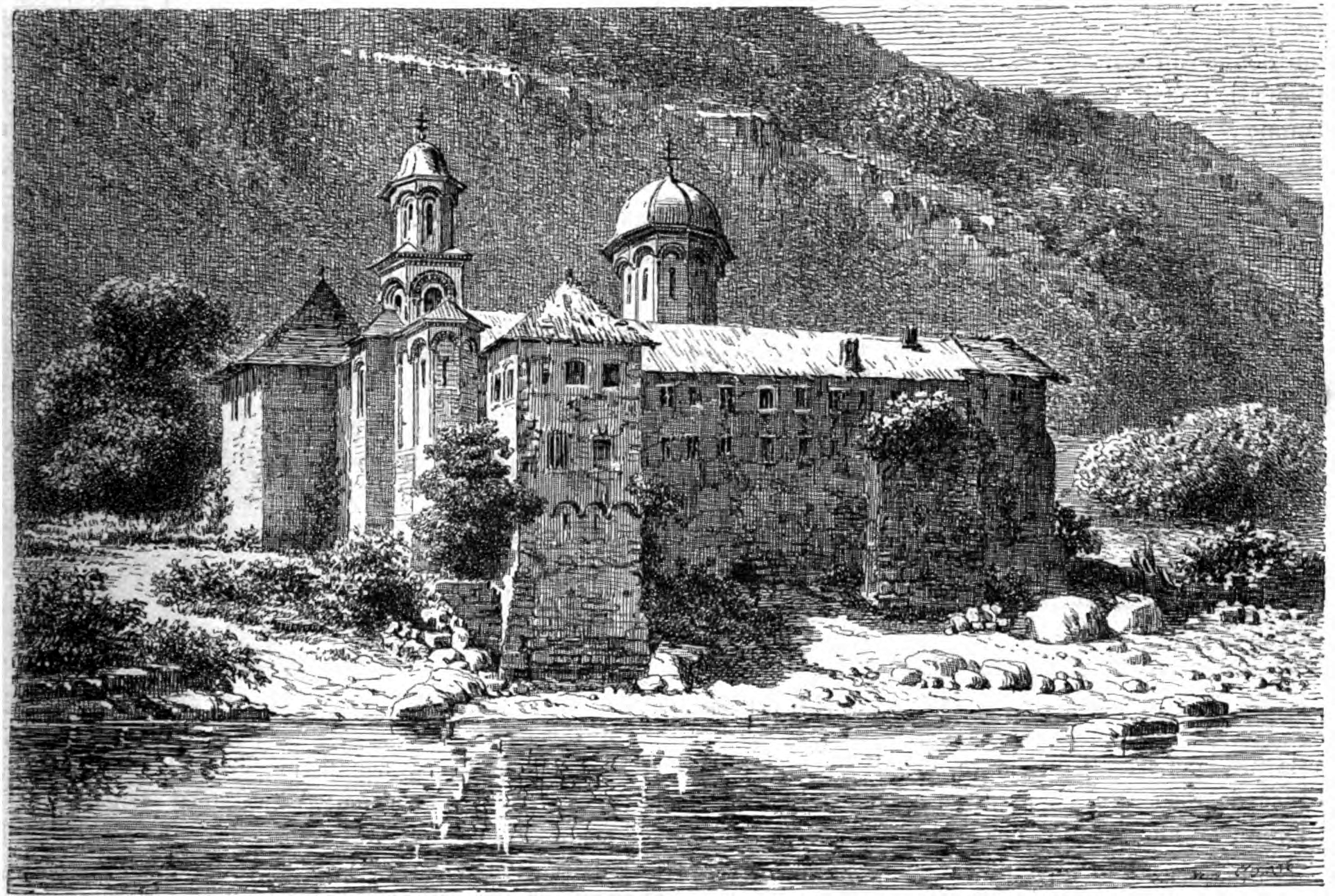
Klášter na ilustraci z 19. století
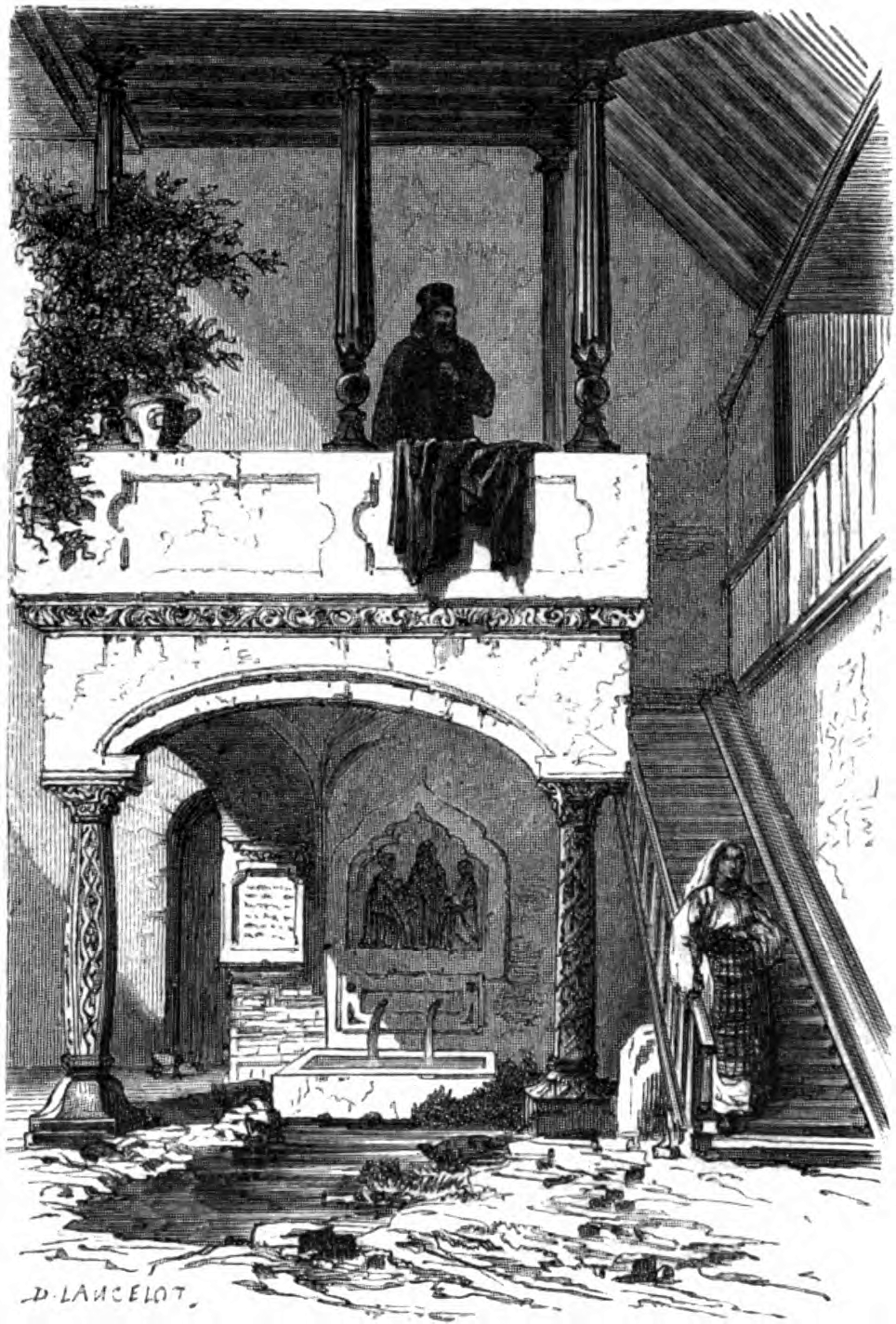
Fontána v klášteře na ilustraci z 19. století
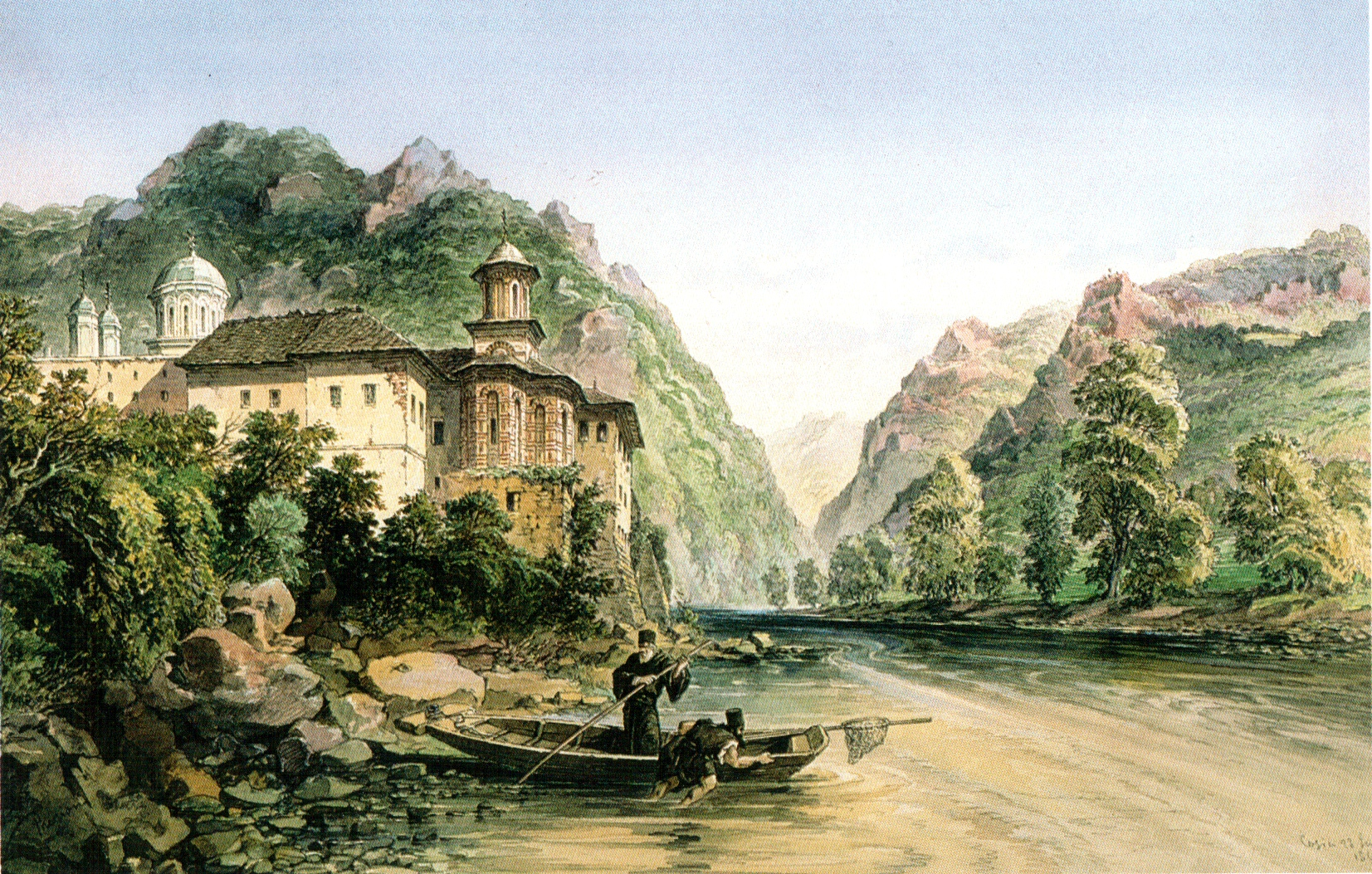
Klášter na ilustraci z 19. století
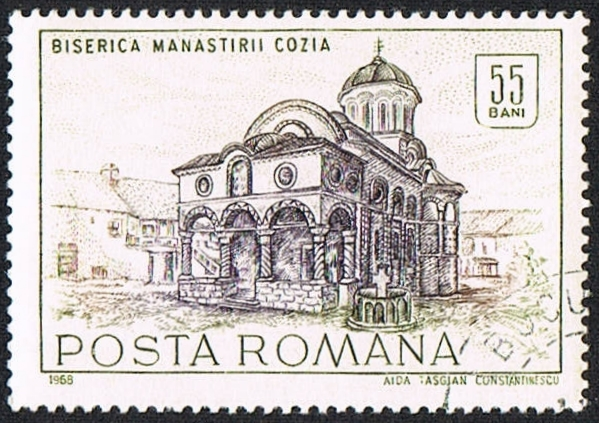
Klášter na poštovní známce z roku 1968